# Diekholzen
Diekholzen – gmina samodzielna (niem. Einheitsgemeinde) w Niemczech, w kraju związkowym Dolna Saksonia, w powiecie Hildesheim.

## Współpraca
Miejscowości partnerskie:
- Combloux, Francja
- Karow, Meklemburgia-Pomorze Przednie